# 만덕대로
만덕대로(萬德大路)는 부산광역시 북구 덕천동 덕천 교차로와 동래구 온천동 만덕터널을 잇는 부산광역시의 도로이다. 북구 지역과 동래구 지역을 잇는 주요 간선도로로 만덕터널 일대 구간은 상습 정체구간이다. 전 구간 국도 제35호선과 부산광역시도 제40호선에 속하며, 만덕동 남해고속도로입구 교차로부터 만덕사거리까지 구간은 부산광역시도 제66호선에도 속한다.

## 역사
- 2009년 7월 8일: 2개 이상 구·군에 걸쳐 있는 도로로 만덕대로를 고시[1]

## 주요 경유지
부산광역시
- 북구 덕천동 - 동래구 온천동

## 만덕 ~ 센텀 고속화도로(대심도) 건설 구간
* 위치: 부산광역시 북구 만덕동 (만덕대로) ~ 해운대구 재송동 (수영강변대로)
- 성과: 이동시간을 40분에서 10분으로 단축
- 규모: 연장 9.62km, 왕복 4차로, 진출입로 3개소(자동차전용도로)
- 사업비: 5,609억원
- 투자비: 7,832억원
- 건설: 부산동서고속화도로 주식회사, 주식회사 GS건설 등 10개사
- 착공: 2019년
- 완공: 2024년
- 운영: 개통일로부터 40년(2024년 ~ 2063년)
- 비고: 만덕IC (만덕대로) ~ 중앙IC (중앙대로) ~ 센텀IC (수영강변대로, 센텀시티)를 포함해 내부순환도로 완성 기대, 통행료 지불이 포함된 도로로 완성될 예정

부산 북구 만덕동~해운대구 재송동을 잇는 ‘만덕~센텀 고속화도로’ 공사가 드디어 시작된다. 2024년 11월 개통되면 차로 40분 걸리던 해당 상습 정체 구간이 10분대로 단축될 것으로 예상된다.
만덕~센텀 고속화도로는 지하로 건설되는 부산의 첫 대심도 도로다. 이 외에도 현재 민자 적격성 심사가 진행 중인 사상~해운대 고속도로(본보 3일 자 1면 보도)와 승학터널(엄궁~북항)이 대심도 도로로 건설될 예정이다.
이 도로는 북구 만덕동(만덕대로)에서 해운대구 재송동(수영강변대로)까지 9.62㎞를 잇는 왕복 4차로의 지하 도로다. 동래구 사직동 부전교회 근처 중앙대로에 램프도 1개 생긴다.
실제 공사는 지장물 철거를 거쳐 오는 11월 시작된다. 부산시 도로계획과 관계자는 “만덕과 센텀 시·종점 2곳, 램프 IC 1곳, 비상구 1곳, 공기정화구 2곳 등 총 6곳에서 동시에 공사가 시작될 것”이라고 밝혔다. 요금은 이용시간대에 따라 다르다. 교통량이 많은 ‘첨두시간’에는 2100원(2010년 불변가격 기준 1860원)이다. 비첨두 시간은 1350원(1200원), 심야는 900원(800원)이다.
만덕~센텀 고속화도로는 부산에서 추진된 첫 대심도 도로다. 지하 40m 정도의 깊이로 도로를 내면서 차로 40분 걸리던 거리가 10분으로 단축될 것으로 예상된다. 2024년 11월께 개통되면 만덕대로, 충렬대로, 중앙대로 등 간선도로 소통에 큰 도움이 될 것으로 기대된다.
사업 시행자는 GS건설 등 10개사가 모인 특수목적법인 부산동서고속화도로㈜로, 대심도를 40년간 운영하며 통행료를 받고 이후 시에 채납한다. 최소운영수입보장제도(MRG)는 적용하지 않는다.
부산시는 5년 뒤인 2024년 11월 도로가 개통되면 하루 평균 통행량이 5만4000대에 이를 것으로 전망했다. 상습 정체 구간인 만덕대로, 충렬대로, 중앙대로 등 부산 지역 간선도로의 통행량은 하루 평균 9000~2만6000대가 줄어 평균 통행속도가 시간당 5~10㎞ 빨라질 것으로 기대한다. 이 도로가 뚫림으로써 광안대교, 부산항대교, 남항대교, 천마터널, 강변대로, 만덕대로 등으로 이어지는 내부순환도로도 완성돼 도심 간 이동이 편리해지고 동·서부산권의 균형발전에 도움이 될 것으로 전망된다.

## 노선
전 구간 국도 제14호선, 부산광역시도 제40호선에 속하기 때문에 이 두 노선에 대한 별도 표기는 하지 않는다.
- 연한 파란색(■): 부산광역시도 제66호선 중복 구간

| 이름                              | 접속 노선 | 소재지     | 소재지 | 비고                                    |
| --------------------------------- | --- | ---------- | ------ | --------------------------------------- |
| 덕천 교차로 (덕천역)              | 국도 제14호선 부산광역시도 제40호선 (낙동대로) 국도 제35호선 부산광역시도 제41호선 (금곡대로) 부산광역시도 제35호선 (백양대로)  | 부산광역시 | 북구   |                                         |
| 숙등 교차로                       | 부산광역시도 제4105호선 (의성로)                                                                                                | 부산광역시 | 북구   |                                         |
| 숙등역                            | | 부산광역시 | 북구   |                                         |
| 남산정 교차로 (남산정역)          | 기찰로 만덕3로 | 부산광역시 | 북구   |                                         |
| 구포 나들목 (고속도로입구 교차로) | 부산광역시도 제66호선 (남해고속도로 연결도로)                                                                                   | 부산광역시 | 북구   | 덕천 방면 진입 불가 만덕 방면 진출 불가 |
| 만덕사거리 (만덕역)               | 부산광역시도 제66호선 (대도심터널) 부산광역시도 제3502호선 (만덕2로) 부산광역시도 제4001호선 (구만덕로) 만덕1로 만덕대로290번길 | 부산광역시 | 북구   |                                         |
| 만덕2터널                         | | 부산광역시 | 북구   |                                         |
| 동래구                            | | 부산광역시 |        |                                         |
| 만덕초읍(아시아드)터널(공사중)    | |            |        |                                         |
| 충렬대로와 직결                   | |            |        |                                         |

## 주요 건물 및 시설
- 뉴코아아울렛 덕천점 (부산광역시 북구 만덕대로 23)
- 구포119안전센터 (부산광역시 북구 만덕대로 31)
- 부민병원 (부산광역시 북구 만덕대로 59)
- 덕천1치안센터 (부산광역시 북구 만덕대로 69)
- 숙등역 (부산광역시 북구 만덕대로 지하79)
- 남산정역 (부산광역시 북구 만덕대로 지하179)
- 만덕역 (부산광역시 북구 만덕대로 지하291)